# Горнослав
Горнослав е село в Южна България. То се намира в община Асеновград, област Пловдив.

## География
Село Горнослав се намира в полите на Добростанския рид, част от Преспанския дял на най-североизточната част на Западните Родопи. Отстои на 13 км югоизточно от Асеновград. Съседните населени места са: на изток – Тополово (на 2,57 км), на югозапад – Добростан (на 2,57 км), на север – Червен (на 3 км), на североизток – Долнослав (на 1,57 км) и на юг – Орешец (на 7 км).
Климатът за този регион и надморска височина е между преходно-континентален и планински. Той се характеризира със сравнително мека зима (дължаща се на средиземноморски циклони и поривистия вятър – фьон, духащ по северните склонове на Родопите), топло през деня, прохладно вечер лято и продължителна есен.
Землището на Горнослав е 11,529 км2.
Почвите са предимно канелено-горски и върху тях благоприятно виреят почти всички житни култури, памук, тютюн, лавандула, зеленчуци. Има и делувиални почви, които са подходящи за отглеждане на трайни насаждения – овошки и лозя (съществува масив от 900 дка от сортовете: Памид и Каберне Совиньон).
Непосредствено над селото започва гора, която заема голяма част от землището. Еднакво добре виреят както широколистни видове – топола, върба, липа, леска, чинар, акация, бряст, дъб, бук, мъждрян, клен, габър, така и иглолистни – червена и синя хвойна, бял и черен бор, смърч.
През землището на с. Горнослав преминават две малки реки – р.Голяма Сушица и р. Луда Яна. Река Луда Яна извира в местността „Свети Георги“. На река Г. Сушица има язовир (5,5 млн. куб. м. вода, изграден през 1969 г.), който носи същото име.
До 60-те години на ХХ век по поречието на двете реки е имало 10-на воденици и тепавици, които са давали част от препитанието на местните жители. Останки от тях могат да се видят.
Имало е и три цялогодишно работещи варници, от които се е добивало негасена вар (СаСО3) и се е
задоволявала цялата област.
В района на с. Горнослав се намира единственото находище в България на магнезитна руда (MgO, MgCO3) и е експлоатирано от 1956 до 1972 г.

## История
Древната история на Горнослав се обуславя от специфичното географско и стратегическо място на региона – близостта му до култовото енеолитно светилище в местността „Лопките“ от V – IV век пр.н.е. (на 5 км), пътя до древното тракийско светилище „Белинташ“ на бесите от IV – I век пр.н.е. (на 15 км) и християнското светилище „Кръстова гора“ (Родопската Света гора) от XII – XIV век (на 10,077 км).
- 1576 г. За пръв път в селото фигурира в регистър на търговците на добитък, като е регистриран само един джелеп. Това подсказва, че село Арбанаси е било все още малко. Вероятно селото е било създадено малко преди това преброяване. В турските документи то е записвано като Арнаудлар или Арнауд, в гръцки като Арванитохори/Алванитохори, а на български като Арбанаси. Според някои изследователи албански преселници са хората поставили началото му.[2] Според други схващания това са били български преселници: т.нар. „арнаути“, наричани така защото са дошли от западните македонски краища разположени в непосредствено съседство с албанците.[3]

Според едно предание Арбанаси е заселено от албанци християни, които обаче постепенно се сливат с българското население. През 17 век селото се разделя на две махали – Долно Арбанаси и Горно Арбанаси (днес това са селата Долнослав и Горнослав). Възможна причина за това е, че в едната са живеели гъркомани, а в другата българоговорещи. Под влияние на гърцизма жителите на Долно Арбанаси се погърчили, докато в Горно Арбанаси разговорен останал българския език.
- 1793 – 1810 г. – Районът многократно е нападан и опустошаван от кърджалии и даалии. Възниква епидемия от чума и голяма част от населението умира. Според предания от старите хора именно по това време останалите живи хора напускат селото, (което по това време е било застроено в местностите „Палихор“ и „Пожарите“), и се заселват на сегашното място;
- 1848 г. – Хора от селото занасят прошение до Султан Абдул Меджид в Цариград с молба за възстановяване на църквата „Св. Атанас“. Молбата им е удовлетворена, като Султан Абдул Меджид издава ферман, адресиран до Пловдивския Мухасъл (административен и финансов орган), Пловдивския кадия, както и до каазите на мезлима (членовете на съвета). Оригиналът се намира в библиотека „Иван Вазов“ в град Пловдив, № 357/07.08.1951 г. (НБИВ – БИА, кол.№1 арх.ед.1, 1.25).

Извадка от фермана:
"В село Малък Арнауткьой нахия Конушка, придадена към Пловдив се намира римската църква „Св. Атанас“, която с течение на времето претърпява повреди, а една част от нея се е срутила. За ремонта на същата местната рая е молила, на което основание, чрез местния шериятски съд са направени оглед и измерения.
Църквата била дълга 11,50 аршина и широка 8 аршина и три пръста и висока 8 аршина. От ляво и от дясно по два прозореца високи два аршина и широки по един аршин и от западната страна една врата – висока 2,5 аршина и широка 2 аршина и намери се, че действително има нужда от поправка. Последвала е височайша заповед за поправката ѝ върху старите основи и старият и вид. Пълномощникът на Шеих ул исляма мюфтията Исмет бей заеде Мулла Ахмет Аррибр Хикмет бей издаде фетва /отговор, ислямско религиозно предписание/, че поправката на една постройка върху старите ѝ основи и при стария вид е позволена от гледище на шерията. Съгласно същата фетва, последва и височайшо султанско разрешение и за случая е издаден хатихумаюн и за де се постъпи съгласно него издаде се настоящият ферман. Следователно, въпросната църква, при условие, че не надминава старите ѝ размери по височина, ширина и дължина, и като не се събират никакви пари от раята, разрешава да се възстанови. Ако не се постъпи съгласно заповедта, виновните ще носят отговорност. Вие, споменатите мухасъл кадия и споменатите каази, като ви стане известен настоящият ферман ще постъпвате съгласно разпоредбата му и ще се въздържате да действате в противен смисъл. Така ще знаете и на туграта ми ще отдадете нужното зачитане."
- 1878 г. – Освобождение на България. През месец януари войските на III-та гвардейска дивизия, командвана от генерал Виктор Дандевил освобождават областта. По-късно през пролетта на 1878 г., част от планинския регион е обхванат от Сенклерския бунт. При неговото потушаване в местността „Юрти“ до с. Мостово намира смъртта си (на 11 май 1878 г.) руския прапорщик от 27-и Пензенски пехотен полк – Георгий Василиевич Висчишняков. Докаран е до с. Горнослав, погребан в двора на църквата „Св. Атанас“ и записан в църковната книга. Там остава до 1964 г., след което е преместен в с. Червен, а тленните му останки се намират в двора на храм „Св. Димитър“ – Асеновград. В негова памет през 1959 г. в центъра на селото е построен паметник.
- След Освобождението, според Берлинския договор – 1879 г. Горнослав остава в рамките на Източна Румелия, Пловдивски департамент (окръг), Конушка нахия (околия). По-късно, в началото на ХХ век (1901 г.) минава към Станимашка околия.
- Много горнославци вземат участие във войните на ХХ век – Балканската (1912), Междусъюзническата (1913), Първата световна (1914 – 1918) и Втората световна (1939 – 1945). Всички те достойно воюват за името и честта на своята Родина. Значителна част от тях (77 души) никога не се завръщат в родните земи, оставяйки костите си далече от Горнослав, но изпълнили достойно дълга към Майка България. Пълен списък на загиналите може да се види на един от паметниците в Горнослав.
- Селото е имало народен представител (депутат) – Спас Георгиев Жеков в 18-о (02.10.1919 – 20.02.1920 г.) и 19-о (15.04.1920 – 11.03.1923 г.) Обикновени Народни Събрания.
- Отец Стоян Атанасов Саракинов, родом от с.Саракиново е български екзархийски свещеник емигрирал в 1912 година в България и служил в Енидже, Ксантийско, след 1920 година – служил в Горнослав, а по – късно живял в Горни Воден. След него, дълго време, та чак до края на 80-те години, служи отец Николай, емигрант от Русия, белогвардеец – невероятно честен, почтен, щедър и обичащ децата човек.
- В миналото селото е имало различни имена: Алванитохория, Арнаутлар – според регистъра на джелепкешаните от 1575 г., Арнауткьой, Малък Арнауткьой, Горни Арбанас, Горне Арбанас, Горно Арбанаси, а от 1934 г.(Д.В. бр.109/14.08.1934 г.) е преименувано в Горно Слав (Горнослав).

## Религии
Населението на Горнослав е християнско.
В селото и землището му има 19 църкви и параклиси: „Свети Атанас“ (възстановена през 1848 г.), „Света Марина“, „Св. Иван“, „Свети Никола“, „Свети Трифон“, „Света Богородица – Успение“, „Свети Дух“ (възстановена през 2012 г.), „Свети Хрис“, „Света Богородица – Рождество“, „Света Неделя“, „Свети Петър“, „Свети Илия“, „Света Петка“, „Свети Георги“, „Свети Влас“, „Свети Тодор“ (възстановена през 2008 г.), „Свети Яньо“, „Света Екатерина“ (новопостроена през 2018 г.) и „Свети Архангел“.

## Обществени институции
До 70-те години на ХХ век в селото има училище и читалище.

## Културни и природни забележителности
- В местността „Палихор“ на 10 май 1961 година е открито т.нар. „Горнославско златно съкровище“ с множество монети (786 златни перпера) от династията на Алексий I Комнин. Съкровището е изложено в Пловдивския археологически музей (инв.№ 2240/юни 1961 г.), част от него се намира и в Националния исторически музей.
- В местността „Калето“ има останки от Средновековна крепост (Д.В. бр. 41/1965 г.) пазела навярно входа на този планински проход, от която при ясно и слънчево време се открива прекрасна гледка към Тракийската низина и с невъоръжено око се виждат високите върхове на Стара планина.
- В местностите „Могилици“, „Варда“ и „Разбит камък“ са намерени различни предмети: фрагменти от антична и средновековна керамика и керамични съдове; глинени делви – питоси (1961, 1994 г.) с големина на човешки ръст.
- В местността „Палихор“ е намерена оброчна плочка на Тракийския конник с надпис, от който са запазени имената на посветителите: Херод, Пакис и Сурутрал.
- При изкопни работи в селото е намерен средновековен бронзов боздуган с яйцевидна форма и 12 остри шипа, отвътре кух. Размери: по вертикалната ос 7 см, по напречната ос 6 см, височина на шиповете 2 – 2,5 см, диаметър на отвора за дръжката 2 см. Намира се в Археологическия музей в гр. Пловдив.
- Има останки от стар римски път през местностите: „Стоилова чешма“ – „Св. Влас“ – „Палихор“ – „Пожарите“ и южно от в. „Чуката“ (Сиври тепе) 856 м.н.в., минаващ през Арпакедик (Оризарски проход) за вътрешността на Родопите. Именно това е единия от двата, по-удобен и по-къс път, свързващ Виа Милитарис – (Филипополис) през Родопите с Виа Егнация. Пътят минава на около 4 км от Белинташ, по билото на Преспанския дял, през прохода Рожен, край гр.Смолян, с.Могилица, с.Арда, притока на р.Места – западно от връх Циганско градище /гр. Гифтокастро/(1826,9 м.) и Беломорска Тракия.
- Църква „Свети Атанасий“, възстановена след като през 1848 г. хора от селото занасят прошение до Султан Абдул Меджид в Цариград с молба за възстановяване. Молбата им е удовлетворена, като последният издава ферман. Първото училище /края на XIX-ти в./, също е създадено към църквата „Св. Атанас“ и се е състояло от една стая. Имало е врата и два прозореца към църковния двор. По-късно става част от т.нар. старо училище /двуетажно, с три стаи плюс учителска/, като интериора на стаята остава същия /подът е покрит с каменни плочи (тикли) – същите като в църквата/. Построено е от прочутите в Родопите юговски майстори и функционира до 1943 г., а самата постройка е съборена през 1979 г.
- В селото има 5 църкви: „Св. Атанас“, „Св. Марина“, „Св. Иван“, „Св. Никола“, „Св. Дух“, а в землището му – още 14 църкви и параклиси: „Св. Трифон“, „Св. Богородица – Успение“, „Св. Хрис“, „Св. Богородица – Рождество“, „Св. Неделя“, „Св. Петър“, „Св. Илия“, „Св. Петка“, „Св. Георги“, „Св. Влас“, „Св. Тодор“, „Св. Яньо“, „Св. Екатерина“ и „Св. Архангел“. Някои от тях са разрушени.
- Паметници на загиналите горнославци – в Руско – Турската война 1877 – 1878 г.(1959 г.) и във войните през периода 1912 – 1945 г.(1981 г.).
- На югозапад от с. Горнослав (между местностите „Разбит камък“ и „Калето“), започва местността „Усойката“, обявена през 1977 г. за природна забележителност (№468/30.12.1977 г. на КОПС при МС). През 2003 г. площта е увеличена до 4,53 хектара, а по-късно – 2007 г. се променя статута и режима на разрешени дейности в защитената зона.

- Галерия снимки
- Църквата „Свети Атанас“
- Изглед към Горнослав
- Изглед към Горнослав
- Поглед към язовир Сушица
- Църквата „Св. Георги“
- Църквата „Св. Илия“
- Църквата „Св. Марина“
- Църквата „Св. Никола“
- Църквата „Св. Иван“
- Църквата „Св. Трифон“
- Църквата „Св. Богородица – Успение“
- Църквата „Св. Богородица – Рождество“
- Параклисът „Св. Влас“
- Църквата „Св. Дух“
- Църквата „Св. Тодор“
- Параклис „Св. Петка“
- Църква „Св. Екатерина“
- Паметник на загиналите в освободителните борби

## Редовни събития
- 15 август – събор при църквата „Св. Богородица – Успение“
- 8 септември – събор при църквата „Св. Богородица – Рождество“

## Други
- През последните години много млади хора, привлечени от прекрасните гледки, силните преживявания, добрата конфигурация на терена и благоприятните въздушни течения, кръстосват небето над с. Горнослав със делта- и парапланери. Полетите им продължават от 15 минути до 2 часа и обикновено се приземяват на ливадите около параклиса „Св. Трифон“. Провеждат се и състезания от регионален и международен характер по парапланеризъм.

## Изследвания
- Hendy, M. F. The Gornoslav Hoard, the Emperor Frederick I, and the Monastery of Bachkovo. – Speculum, 60, 1985, № 1, 212 – 233; = In: Idem. The Economy, Fiscal Administration and Coinage of Byzantium. Aldershot, 2002, XI.
- Джамбов, Х., Новооткрито съкровище от златни монети при с. Горнослав, Пловдивско. Археология, том3, 1961 г., кн.4, стр.1 – 5.
- Trashliev, S., G.Stanisheva, 1963. Allometamorphic and supergene changes of the ultrabasite massif at Gornoslav village, Plovdiv district – Travaux sur la geologic de Bulgarie, ser.Geochem, Mineral, Petrogr., 4, 259 – 295.
- Делирадев П., Принос към историческата география на Тракия II, 1953 г. Кратки бележки за Горнослав, стр.119
- Хайтов Н., Асеновград в миналото, 1965 г., Наука и изкуство, София, стр.236, 237.
- Джамбов Х., ГНАМПл, IV, 1961, Археологически вести, стр.193, 194